# Colleen LaRose
Colleen R. LaRose, även känd under namnen Jihad Jane och Fatima LaRose, född 5 juni 1963 i Michigan, bosatt i Montgomery County i Pennsylvania, är en amerikansk misstänkt terrorist
och islamist. Den 6 januari 2014 dömdes hon till 10 års fängelse för planerna att döda konstnären Lars Vilks.